# Sixto Valencia Burgos
Sixto Valencia Burgos (Villa de Tezontepec, Hidalgo, México, 28 de marzo de 1934-Ciudad de México, íd., 23 de abril de 2015) fue un historietista mexicano, responsable artístico del personaje Memín Pinguín, editor de la revista Mad. Las obras de este autor sintonizaron fuertemente con el sentir del pueblo mexicano. Recorrió todos los géneros, desde la historieta histórica hasta el humor y las aventuras. También realizó cómics educativos para indocumentados e historietas para el expresidente Vicente Fox, de las que se vendieron 10 millones de ejemplares.

## Biografía

### Primeros años
Sixto Valencia fue el sexto de doce hijos, seis hombres y seis mujeres. Su padre fue Manuel Delfino, que firmaba como Manuel de Valencia, de oficio agricultor. Para poder mantener a la numerosa familia, Manuel Delfino adquirió una pulquería, conocida como "El Marino". La madre de Sixto Valencia se llamaba Pascuala Burgos Aguirre y era oriunda del pueblo de Contreras, pero se fue a vivir muy chica a Tezontepec. Para ayudar en los gastos de la casa, bordaba manteles con gancho y cosía pantalones a destajo en una fábrica administrada por unos franceses, que le pagaban a doce centavos cada pieza. 
Desde muy pequeño, junto con tres de sus hermanos, Valencia ejerció la carpintería. Al cumplir los 11 años, sus cinco hermanos fallecieron por diversas causas.
Cuando cumplió quince años, el resto de su familia emigró al Distrito Federal (hoy Ciudad de México), donde se establecieron en la colonia Roma a cuidar la bodega de una ferretería donde quedaba muy cercana la Escuela Primaria Benito Juárez, lugar en que conoció a su condiscípulo Shilinsky.
Ingresó a la Academia de San Carlos a estudiar dibujo publicitario. De inmediato se hizo notar por sus detallados dibujos de anatomía, muy estilizados y siempre en posturas poco usuales, con movimientos gráciles y caricaturescos. 
Su primer trabajo profesional fue en el directorio telefónico, donde realizó anuncios publicitarios de artículos y establecimientos comerciales. Antes de cumplir veinte años, ingresó al estudio del maestro Guillermo Marín, que realizaba en ese entonces la revista de El ratón Macías. Poco después, también colaboró en el estudio del maestro José G. Cruz, que ilustraba Adelita y sus guerrilleras. 
Valencia en ese entonces confiado de su habilidad artística probó suerte como editor con libros de 320 páginas llamados “Cliperton”, “Oro” y “Cita en la jungla”. Poco tiempo después se coloca en el Periódico la Prensa donde realiza el dibujo de la revista “Halcón Negro”.

### Madurez
En 1957 presentó sus bocetos en la Editorial Argumentos, donde Yolanda Vargas Dulché y su esposo Guillermo de la Parra eran los propietarios y lo integran de inmediato para ilustrar; “El libro único”, “Criollo el caballo invencible”; “El látigo negro”; “Biografías selectas”; “El Charro de Oro”. Le asignaron el proyecto de la revista “Milagros de Cristo” en 1958 con argumento de Yolanda Vargas. En 1963 creó el personaje de Memín Pinguín en una edición semanal de 32 páginas originalmente en sepia y portada a color. 

### Su obra maestra: Memín Pinguín
El primer número de Memín Pinguín en México apareció en octubre de 1963. Con dibujos de Sixto Valencia y argumento de Yolanda Vargas Dulché, la historieta se convirtió rápidamente en una de las más leídas del público mexicano. Memín Pinguín, un niño de raza negra, hijo de Eufrosina. Memín no tenía padre, pero sí amigos entrañables: Carlos (Carlangas), hijo de padre rico y madre muy pobre que tenía que trabajar en las noches, nunca reconocido por la familia del padre; Ricardo Alcaraz, hijo de un matrimonio de clase alta y muy ricos, y Ernestillo, hijo de un carpintero, viudo.
Sin embargo, formalmente, la primera edición de Memín en papel sucedió 20 años antes, en 1943, en la revista Pepín; específicamente, en la historia Alma de Niño. Sin embargo, fue en el 2013 cuando se celebraron 50 años de su aparición, de su publicación en su propia revista, con la imagen e historia que todos conocen. Dicha publicación estuvo a cargo de Editorial Argumentos (EDAR).[cita requerida]
El ciclo de Memín Pinguín consta de 372 capítulos, con una duración de siete años ininterrumpidos, con un final que a su vez es inicio de la siguiente edición. En 1970 y 1977 se reeditó nuevamente en color sepia, y cambió el tamaño de la revista. En 1985, se pidió a Valencia hacer nuevamente el Memín Pinguín, ahora a color, por lo que se realizaron todas las páginas de los 372 capítulos con portadas nuevas y diferentes. Se tienen datos firmemente documentados de que Memín Pinguín alcanzó una venta récord de un millón doscientos mil ejemplares a la semana de la primera edición. Y se sabe que las otras ediciones alcanzaron el número de venta de ochocientos mil ejemplares a la semana. Mientras Memín se reeditaba, Valencia continuó trabajando en Editorial Argumentos, ahora realizando cuentos clásicos ilustrados llamados Fabulitas, Cuentitos y una revista titulada Destinos Opuestos, trama de acción e intriga sobre la vida de un príncipe maya, Balam, que desarrolla sus aventuras en la selva lacandona en una época moderna. Esta historieta también tiene un récord de venta, pero nunca superó a Memín, un ícono de la historieta mexicana.

### Memín: Un símbolo de mexicanidad
El escritor y editor mexicano Héctor Toledano escríbió, en la revista Letras Libres, que Memín Pinguín -que consta de 372 capítulos - fue una narrativa gráfica única, pues "no solo se trataba de una historieta sobre un niño oscuro: era en realidad una historieta oscura (sepia), que versaba o decía versar de alguna manera sobre el oscuro mundo de los pobres".
"Oscuridad, entonces, por los cuatro costados, en marcado contraste con el optimismo luminoso de esa otra cultura que ya comenzaba a señorear las aspiraciones de la clase media, encabezada por las historietas de Walt Disney y potenciada al máximo por la llegada de la tele a color", agrega.
Y continúa: "El hecho de que Memín Pinguín se ha ganado su lugar como emblema resulta más o menos irrebatible. Y en esa medida merece a todas luces formar parte de nuestra iconografía postal. Como casi todos los héroes de nuestra cultura, sus armas son las del pícaro, valedor habitual de la impotencia, con las que resiste o ridiculiza símbolos del poder".
El domingo 31 de enero de 1960 contrajo matrimonio con Victoria Noguez Quintanar, con quien procreó 3 hijos: Mónica, Víctor y Claudia Cristal.
Dentro de sus múltiples actividades, fue precursor, fundador y presidente en 1970 de la Sociedad Mexicana de Historietistas, así como de la Sociedad de Autores de Gestión Colectiva de I.P. Es socio activo de la Sociedad Nacional de Caricaturistas y de la SOGEM. Su presencia y obra era solicitada en convenciones, ferias, exposiciones, festivales de la historieta en la República e incluso en el extranjero: por citar algunas, Lucca, en Italia, en 1975; Amiens, Francia, en el 2000, y Amadora, Portugal, en el 2007. Fue un activo defensor del derecho de autor y de la propiedad intelectual.[cita requerida]

### Últimos años
En 1983 la Secretaría de Educación Pública en México, desarrolló un programa de difusión y promoción de la Historieta reconociéndola como el 8° Arte tal como se hace en Europa. Por lo que Valencia, fue invitado a participar en una serie ilustrada de la literatura mexicana, haciendo resaltar la historieta como parte fundamental de la cultura popular en México. Y la obra de Fernández de Lizardi, “El Periquillo Sarniento”, tiene todos los matices de picardía, autenticidad e identidad del pueblo mexicano. Se tiene como resultado una obra magistral con una excelente adaptación de Gonzalo Martré, a pesar de que no se obtiene el éxito esperado, el hecho de haber ilustrado a este personaje le deja al maestro Valencia una gran satisfacción por la alta calidad en el dibujo y argumento. Esta obra literaria fue retomada en el año 2006, nuevamente por la SEP e ilustrada por el Valencia con una publicación de 27 millones quinientos mil ejemplares que fueron distribuidas gratuitamente en las escuelas públicas a nivel primaria de toda la República Mexicana. 
Para Novedades Editores dibujó una revista bajo la dirección y guion del cineasta Ismael Rodríguez El Jorobado y su extraño Museo de Cera, historia de una película que ya no pudo realizar Pedro Infante debido a su prematuro fallecimiento el 15 de abril de 1957.[cita requerida]
Colaboró para diferentes publicaciones tales como:
- Una historieta ecológica “Yo leona” en 1987.

- Participó como pintor en el un mural del Paseo de la Reforma y Mosquete, titulado “Solidaridad” dedicado a los muertos y desaparecidos del Terremoto de 1985.
- De 1990 a 1998 ilustra para editoriales Toukan y Mango varias revistas de corte vaquero y policiaco.
- En 1995 se incorpora a Citem Publicaciones, trabajando como Director Artístico y responsable de la publicación en México de la Revista Mad edición en español.
- En 1998 realiza y es publicada la revista “La Serpiente Desplumada”, con argumento de J.J. Sotelo donde se realiza un parodía de la política mexicana adaptada en la época de la Gran Tenochtitlan
- Desde 1999 a la fecha dibuja para Eidos Comunicación Ferrohistorias una revista dirigida a nuestros paisanos indocumentados en Estados Unidos, para hacer valer sus derechos, aprender el manejo de equipos, o la manipulación de pesticidas, prevención de enfermedades y contagios, además de temas con contenido social e informativo. Para Ferromex ilustra manuales sobre el manejo y control de equipos para mantener la certificación de calidad ISO 9000.
- En 1999 “Los amigos de Fox” le piden hacer la biografía de Vicente Fox en historieta en tan solo 32 páginas de una historieta, en con un tiraje aproximado de 10 millones de ejemplares.

Después de que Yolanda Vargas Dulché falleció en 1998, su relación laboral en Editorial Argumentos se rompió abruptamente, ya que Manelick de la Parra, director general, no reconoció a Valencia como autor artístico del personaje de Memín Pinguín, y negó por completo el derecho a las regalías y a la explotación comercial del personaje por parte del autor creativo.[cita requerida]
- En el año 2000 ilustra en colaboración con Ramón Valdisera: Milman, Burman y Medio Litro “El caballero de la mesa cuadrada” esta última tiene poco tiempo en circulación salió a la venta el pasado 15 de junio del presente año.
- En el 2003 Sixto Valencia Burgos es honrado en el Palacio de Bellas Artes a recibir la Medalla al Mérito autoral. Y es el único dibujante de historieta a quien se le ha distinguido con esta presea otorgado por el Instituto Nacional del Derecho de Autor.¨
- En el 2004 realiza revista llamada “Tina Poblana” que hasta la fecha es una obra inédita.

Sixto Valencia y Ramón Valdiosera, a principios del 2005, toman la iniciativa de presentar varios bocetos con el personaje de Memín Pinguín a Sepomex, motivados por hacer un sencillo homenaje a la historieta mexicana. Después de muchos días de espera e intentos fallidos para su publicación, el 28 de junio del ese mismo año, se lleva a cabo la cancelación de 5 timbres postales. Causando furor por un desafortunado comentario del expresidente Fox días antes, el gobierno de los Estados Unidos, indignado, califica a Memín Pinguín como una figura grotesca que ofendía a la raza afrodescendiente. Esta situación ocasionó una venta récord de 750 mil estampillas en dos días y el resurgimiento e interés por la historieta en nuestro país que estaba latente aún en el baúl de los recuerdos.
El dibujante hidalguense recibió en diciembre del 2014, un homenaje en la Feria Internacional del Libro en Guadalajara, donde expresó ante cientos de asistentes: “Espero que el fin de mi existencia no me sorprenda repentinamente, sin realizar un par de proyectos muy avanzados, pero si está escrito, me daré por bien servido”. "Espero que se me recuerde como un dibujante que brindó su arte para el sano entretenimiento de las familias y que dejó un legado cultural a México", expresó meses antes de su muerte. 
El dibujante Jorge Break, creador del manga mexicano más vendido en la historia, Meteorix 5.9 no aprobado. sostiene que Sixto Valencia se encuentra, junto con Gabriel Vargas, entre los historietistas mexicanos más importantes del siglo XX. "Él fue maestro de casi toda la generación de profesionales del cómic, que tienen entre 40 y 45 años. Creo que le debemos mucho. Era un gran hombre, sencillo y simpático, siempre dispuesto a enseñar todo lo que sabía. Fue él quién me dio mi primer trabajo profesional en este medio, en la revista MAD México.

### Fallecimiento
En la madrugada del jueves 23 de abril de 2015 falleció Sixto Valencia, a la edad de 81 años, debido a un infarto, informó Luis Gantus, quien, además de ser su biógrafo, es uno de los estudiosos más importantes de la historieta mexicana. Sus restos fueron velados en la agencia funeraria J. García López.